# 10. Armee
10. Armee var namnet på en tysk armé under andra världskriget. 

## Invasionen av Polen 1939

### Organisation
Var en del av Heeresgruppe Süd
- IV. Armeekorps (Viktor von Schwedler)
- XI. Armeekorps (Emil Leeb)
- XIV. Armeekorps (Gustav von Wietersheim)
- XV. Armeekorps (Hermann Hoth)
- XVI. Armeekorps (Erich Hoepner)

## Monte Cassino

### Organisation
Arméns organisation den 20 januari 1944:
- LXXVI. Panzerkorps
- Gruppe Hauck
- XIV. Panzerkorps
- 3. Infanterie-Division
- Fallschirm-Panzer-Division 1 Hermann Göring

## Gotiska linjen

### Organisation
Arméns organisation den :
- I. Fallschirm-Korps
- LXXVI. Panzerkorps
- XIV. Armeekorps
- Kommandeur Venetianisches Küstenland
- 90. Panzergrenadier-Division